# Eurytenes impatientis
Eurytenes impatientis är en stekelart som först beskrevs av Fischer 1957.  Eurytenes impatientis ingår i släktet Eurytenes och familjen bracksteklar. Enligt den finländska rödlistan är arten nära hotad i Finland. Inga underarter finns listade i Catalogue of Life.